# Szahid
Szahid (arab. ‏شَهيد‎, šahīd, „świadek, męczennik”) − termin wywodzący się z Koranu, oznaczający osobę, która oddaje swoje życie w sprawie wiary, za co ma obiecaną nagrodę wieczną, czyli życie w raju (dżanna). 
Muzułmanie wierzą, że Allah nagradza życiem pośmiertnym w raju wiernych męczenników, którzy ponieśli śmierć w walce z „niewiernymi”, kobiety zmarłe podczas porodu (np. Mumtaz Mahal), ofiary pożarów, topielców, ofiary epidemii (np. dżumy). Również tych muzułmanów, którzy zginęli, broniąc swojej własności, określa się mianem „szahidów”. Pojęcie męczeństwa w islamie jest więc szersze od chrześcijańskiego i żydowskiego, które uznają za męczenników wyłącznie ofiary prześladowań religijnych.
Islam naucza, że śmierć męczeńska jest nagrodą za właściwą wiarę, szczerość, wytrwałość i wdzięczność wobec Boga. Męczeństwo w islamie oprócz walki o doskonalenie społeczeństwa oznacza też walkę wewnętrzną człowieka o samodoskonalenie zgodnie z zasadami wiary.
Idea szahida-wojownika popularna była w pierwszych wiekach islamu, gdy muzułmanie musieli walczyć o to, by nie zniknąć wśród innych religii. W XXI wieku terroryści-samobójcy powołują się na islam, jednak ich działalność wzbudza kontrowersje wśród autorytetów religijnych. Większość muzułmanów uważa bowiem, że samobójstwo jest grzechem uniemożliwiającym dostanie się do raju. 
W islamie szyickim za męczennika uznawany jest zwłaszcza Ali ibn Abi Talib i jego potomkowie (np. Husajn ibn Ali).
Określenie „szahid” używane jest też przez arabskich chrześcijan i niektórych hindusów. Sikhowie określają tym mianem poległych w walce o słuszną sprawę lub tych, którzy zginęli, dając świadectwo szlachetnej sprawy.
W krajach arabskich to pojęcie jest też czasem stosowane w świeckim kontekście, np. wobec poległych żołnierzy. W Palestynie mianem szahidów określa się partyzantów/terrorystów walczących z Izraelem o niepodległość kraju.